# Cáo buộc 2 quan chức Việt Nam tấn công tình dục ở New Zealand 2024
Vào ngày 4 tháng 3 năm 2024, vài ngày trước chuyến thăm chính thức của Thủ tướng Việt Nam Phạm Minh Chính đến thăm New Zealand, hai quan chức được cho là thuộc Bộ Công an Việt Nam đã bị cáo buộc tấn công tình dục các nhân viên trong một nhà hàng Việt Nam ở thủ đô Wellington của New Zealand. Một trong số các nạn nhân nhận mình bị tấn công tình dục chỉ mới 19 tuổi. Sau khi tố cáo, nạn nhân đã không nhận được bất kỳ thông tin điều tra nào từ lực lượng cảnh sát New Zealand cho đến khi tự mình liên hệ với tờ Stuff để kể về câu chuyện của mình. Chỉ trong vòng một ngày sau khi Stuff đưa tin, lực lượng cảnh sát và chính quyền đã có những phản ứng trước vụ việc và xác nhận thông tin về việc có hai quan chức Việt Nam tấn công tình dục. Tuy nhiên, các nghi phạm đã rời New Zealand trước khi bị xác định và không thể bị dẫn độ từ Việt Nam do không có hiệp ước dẫn độ giữa hai nước. 
Chính quyền New Zealand và giới truyền thông cũng đã gửi thư cho Đại sứ Việt Nam để bày tỏ mối quan ngại sâu sắc về vụ việc nhưng đều không có phản hồi. Trong khi đó, truyền thông Việt Nam vẫn luôn tỏ ra im lặng trước thông tin này.

## Diễn biến
Vào ngày 4 tháng 3 năm 2024, vài ngày trước chuyến thăm của Thủ tướng Việt Nam Phạm Minh Chính đến New Zealand diễn ra vào ngày 9 tháng 3, một trong các người phụ nữ bị tấn công tình dục tại một nhà hàng Việt Nam Saigon ở thủ đô Wellington đã tố cáo bị những người đàn ông "có liên quan đến cảnh sát" của Việt Nam tấn công tình dục. Một nhóm các viên chức Việt Nam bao gồm 6 người đàn ông và 2 người phụ nữ đến dùng bữa; sau đó, họ được mời sử dụng phòng karaoke riêng nằm ngoài tầm nhìn khu vực nhà hàng chính. Stuff mô tả nhóm này được cho là từ phái đoàn của Bộ Công an Việt Nam đang thăm Trường Cao đẳng Cảnh sát Hoàng gia New Zealand. Tuy nhiên, không rõ những quan chức này ở lại đây hay quay trở về Wellington để chuẩn bị cho việc đón Phạm Minh Chính hay không. Trong lúc ở phòng karaoke riêng, Alison Cook kể rằng, bản thân cùng với một nhân viên phục vụ khác đã bị hai người đàn ông tấn công tình dục. Cô đã bị túm tóc kéo ra sau trong khi đổ rượu whisky vào cổ họng. Có lúc cô còn cảm nhận bản thân mình bị sờ và véo ngực. Trước khi vào phòng, các nhân viên khẳng định đã được quản lý nhà hàng nói rằng khi được mời đồ uống thì phải nhận do trong văn hóa Việt Nam thì việc từ chối đồ uống là bất lịch sự. Đồng thời, cô cũng được cho biết nghề nghiệp những người này là "làm việc cho công an và chính phủ Việt Nam".
Trong phòng hát karaoke, sau khi các quan chức này hát một bài, họ đã đưa cho mỗi nạn nhân một tờ 100 đô la New Zealand. Ban đầu họ cho rằng đó là tiền boa nhưng đến khi các viên cảnh sát này đưa tổng cộng 200 đô la New Zealand thì họ bắt đầu thấy "kỳ lạ". Khi cả hai nạn nhân say, hai quan chức Việt Nam được cho là đã bắt đầu gợi tình với các nạn nhân. Theo lời kể từ nạn nhân, Cook đã được các quan chức này ca ngợi xinh đẹp và bị so sánh với một người mẫu Playboy khác. Sau đó, cô đã bị hôn vào má, yêu cầu ngồi lên đùi của một quan chức và hôn đồng nghiệp của mình. Theo lời kể của nạn nhân, cô đã đột ngột bị một trong số quan chức ấy đẩy vào tường. Nạn nhân chia sẻ lúc này bản thân của mình đã bị ngất đi. Tuy nhiên, cô vẫn cảm nhận được mình bị sờ mông và ngực. Sáng hôm sau, ngực của cô cũng đã xuất hiện vết thương. Đồng thời, cô cũng đã báo cáo vụ tấn công tình dục này với chính quyền và đến bệnh viện khám vào tối cùng ngày. Khi vụ tấn công diễn ra, nạn nhân Cook chỉ mới 19 tuổi.

## Nạn nhân
Hai trong số các nạn nhân trong vụ tấn công tình dục chính là Alison Cook, một nữ sinh người Mỹ đang học tại Đại học Victoria và làm việc tại nhà hàng Việt Nam có tên Saigon 3 tháng trước khi vụ tấn công xảy ra. Vào thời điểm bị tấn công tình dục, cô chỉ mới 19 tuổi. Trong cuộc phỏng vấn riêng với Stuff, cô chia sẻ sáng hôm sau đã phát hiện mình có một vết thương không rõ nguyên nhân trên núm vú. Cô nói thêm, "Tôi không biết chuyện gì đã xảy ra. Tôi chỉ biết có điều gì đó tồi tệ đã diễn ra". Sau khi vụ việc xảy ra, cô đã bị tấn công ác ý trên mạng xã hội, và phải trải qua quãng thời gian "chấn thương, đau buồn và cảm giác bất lực" cho đến khi cảnh sát New Zealand xác nhận sẽ tiến hành thủ tục để dẫn độ các quan chức Việt Nam. Cook cho biết bản thân sẽ chọn công khai vụ việc để tìm kiếm công lý cho bản thân và những người đã bị tấn công tình dục. Cô cho rằng, bản thân mình được các quan chức Việt Nam chú ý bởi sự tham gia của Hoa Kỳ vào Chiến tranh Việt Nam. Ngay sau vụ việc diễn ra, cô đã nghỉ việc tại nhà hàng.

## Truyền thông
Trong ngày 12 và 13 tháng 2 năm 2024, thông tin về việc hai quan chức Việt Nam tấn công tình dục đã xuất hiện mạnh mẽ trên truyền thông New Zealand, đặc biệt là sau khi có sự xác nhận từ Thủ tướng New Zealand. Bộ phận người gốc Việt sinh sống tại đây đã cảm thấy "xấu hổ" với những hành vi đến từ quan chức Việt Nam, đồng thời khiến dư luận New Zealand phẫn nộ và yêu cầu chính phủ nước này làm sáng tỏ vụ việc. Ngoài ra, người này cho rằng Thủ tướng Chính phủ Phạm Minh Chính – người đứng đầu phái đoàn Việt Nam sang thăm vào tháng 3 nên "nghiêm khắc kiểm điểm" cũng như hợp tác với Chính phủ New Zealand để xử lý những kẻ phạm tội. Trên Đài Á Châu Tự Do, nhà quan sát chính trị Lê Anh Hùng cho rằng sau sự cố đã đặt ra một câu hỏi về đạo đức của đội ngũ cán bộ thi hành công vụ của Việt Nam khi vấn đề mang tính hệ thống. Một nữ phiên dịch viên trong các chuyến thăm của Việt Nam đến Trung Quốc cũng có chia sẻ về quan điểm của các quan chức trong các chuyến thăm khi họ xem đây là dịp "để trải nghiệm của lạ, để ăn chơi xả láng" và khi không được cung cấp thì họ sẽ tự mình đi tìm kiếm. Một ý kiến khác lại nghi ngờ rằng đây có thể là hành vi triệt hạ nhau trước kỳ Đại hội Đảng Cộng sản Việt Nam lần thứ XIV.

## Tranh cãi

### Quá trình xử lý cáo buộc của Chính quyền New Zealand
Hai hôm sau khi vụ tấn công xảy ra, Alison Cook cùng với nạn nhân còn lại đã gọi điện tố cáo với cảnh sát địa phương về vụ tấn công. Nạn nhân chia sẻ qua cuộc điện thoại cô đã được các thanh tra thảo luận về khả năng phân tích tóc để khám nghiệm về vấn đề cô có bị chuốc thuốc an thần hay không. Tuy nhiên, khi các thanh tra phản hồi cho cô về vụ án vài tuần sau đó đã không đề cập đến việc phân tích mẫu tóc của cô. Đồng thời, khẳng định "không thể làm gì hơn" do các quan chức Việt Nam đã rời khỏi New Zealand. Không chỉ vậy, đến khi chia sẻ với Stuff vào ngày 19 tháng 12 năm 2024, quần áo của cô cũng không được cảnh sát điều tra. Trước thông tin này, Cảnh sát trưởng Richard Chambers cũng đặt đã đặt ra nghi vấn đề vấn đề thanh tra không xét nghiệm độc chất của nạn nhân. Ông đồng thời cũng nhấn mạnh rằng việc thực hiện như vậy vào thời điểm đó không phải là điều bình thường. Sau khi báo cáo vụ việc đến cảnh sát thời gian dài, Alison Cook đã không nhận được bất kỳ cuộc liên lạc nào từ cảnh sát New Zealand cho đến khi bản thân cô tự liên hệ với tờ Stuff để chia sẻ câu chuyện của mình. Chỉ một ngày sau bài báo của Stuff, cảnh sát New Zealand đã có thông tin chính thức về vụ việc. Đối với phát ngôn này, Stuff đã mô tả đây là "lời lẽ mạnh mẽ khác thường".
Trên đề án Dân quyền Việt Nam của Ủy ban cứu Người vượt biển đã so sánh vụ cáo buộc tấn công tình dục của quan chức Việt Nam tại New Zealand với vụ tấn công tình dục tương tự cũng của các quan chức Việt Nam tại Chile và chỉ trích cách xử lý vấn đề của chính quyền này bởi cô đã tố cáo sự việc ngay sau khi bị tấn công nhưng đến ngày 11 tháng 3 năm 2024 thì cảnh sát mới gọi điện cho nạn nhân và tuyên bố cho cô về việc không thể truy tố mặc dù biết rõ danh tính của những kẻ phạm tội. Tác giả Ba Khía cho rằng, trong thông lệ quốc tế rõ ràng không có quy định nào ràng buộc cấm dẫn độ khi giữa hai nước chưa ký kết về hiệp định dẫn độ. Đồng thời, chỉ trích chính quyền New Zealand "nợ" người dân và hai nạn nhân trong vụ tấn công tình dục. Trước đó, nạn nhân cũng đã yêu cầu cung cấp camera quan sát vào thời điểm bị tấn công thì cơ quan cảnh sát địa phương cũng đã từ chối. Đồng thời, vào tháng 11 năm 2024, cảnh sát cũng không phản hồi trước yêu cầu về bản sao hồ sơ về vụ tấn công tình dục của cô mặc dù xét về Luật Riêng tư thì cô được phép tiếp cận.

## Phản ứng

### Chính quyền New Zealand
Vào tháng 3 năm 2024 sau khi sự cố xảy ra thì Trưởng phòng Điều tra Hình sự Wellington, Thanh tra John Van Den Heuvel khẳng định cảnh sát "không nghi ngờ" rằng Cook và đồng nghiệp của cô bị tấn công tình dục và đơn vị sẽ điều tra theo "các cáo buộc hình sự". Điều này được xác minh thông qua việc xem lại các đoạn video giám sát và nhân chứng tại hiện trường. Cũng theo ông, nghi phạm đã rời New Zealand trước khi bị tình nghi và giữa Việt Nam với New Zealand không có hiệp ước dẫn độ nên không thể bắt đầu quy trình dẫn độ nên đã không có cáo buộc nào được đưa ra. Ngay sau đó, Bộ Ngoại giao và Thương mại New Zealand (MFAT) đã gửi thư cho Đại sứ Việt Nam tại New Zealand Nguyễn Văn Trung "nêu rõ những vấn đề đã xảy ra và bày tỏ mối quan ngại sâu sắc của Cảnh sát New Zealand về vấn đề này".
Ngay sau thông tin được Suff đăng tải một ngày, cảnh sát New Zealand đã xác nhận công khai thông tin hai quan chức Việt Nam đã tấn công hai nữ phục vụ trẻ tại một nhà hàng trong chuyến thăm chính thức đến nước này. Cơ quan này cho rằng, "đây không phải là kết quả mà họ mong muốn". MFAT cũng lên tiếng xác nhận các quan chức Việt Nam sẽ không được hưởng quyền miễn trừ ngoại giao do vấn đề này chỉ được áp dụng với nhân viên ngoại giao được công nhận tại New Zealand. Thủ tướng Christopher Luxon cũng lên tiếng bản thân ông chỉ biết đến vụ việc sau khi được Stuff đưa tin. Ông khẳng định các cuộc điều tra đang được tiến hành và Bộ Ngoại giao cũng như cảnh sát New Zealand cũng đã có mặt tại Việt Nam để trao đổi. Tuy nhiên, về dẫn độ các quan chức Việt Nam, ông Luxon cho rằng là "không cao" dù cho hai nước có ký hiệp định dẫn độ với nhau. Trái ngược lại, Bộ trưởng Bộ Ngoại giao Winston Peters từ chối bình luận nhưng cho biết rằng mình đã biết đến vụ việc "khá lâu". Bộ trưởng Bộ Cảnh sát Mark Mitchell cho rằng những người phụ nữ này đã phải chịu đựng những hành vi "không thể chấp nhận được" và mong muốn "phản ứng mạnh mẽ" đến từ lượng cảnh sát. Đồng thời, ông cũng nói thêm "bước đầu tiên" của vụ việc đã được diễn ra khi những quan ngại của cảnh sát đã được chuyển đến đại sứ Việt Nam.
Đến ngày 7 tháng 2 năm 2025, gần một năm sau vụ tấn công, cảnh sát New Zealand thông báo đang tiến hành thủ tục để dẫn độ các quan chức Việt Nam và cam kết xử lý vấn đề "một cách nghiêm túc". Đồng thời, một cảnh báo du lịch cũng đã được đưa ra tại biên giới để đảm bảo cảnh sát New Zealand sẽ nhận được thông báo về những trường hợp này quay trở lại New Zealand.

### Chính quyền Việt Nam
Cho đến khi chính quyền New Zealand lên tiếng chính thức thì truyền thông Việt Nam vẫn hoàn toàn im lặng trước thông tin này tương tự như vụ việc một thành viên trong phái đoàn Việt Nam được dẫn đầu bởi Chủ tịch nước Lương Cường trong chuyến thăm đến Chile vào tháng 11 năm 2024 và bị bắt giữ với tội danh tấn công tình dục. Đại sứ quán Việt Nam tại New Zealand sau khi nhận được thư từ Bộ Ngoại giao New Zealand cũng không có bất kỳ liên lạc nào với nạn nhân. Tương tự, BBC News tiếng Việt và Đài Tiếng nói Hoa Kỳ cũng đã lần lượt gửi thư đến cơ quan này và Bộ Ngoại giao Việt Nam nhưng cũng không nhận được câu trả lời. Trong khi đó, Đài Á Châu Tự Do nhận được phản hồi rằng "không biết gì về thông tin này".
Tuy nhiên, theo phát ngôn từ Cảnh sát trưởng Richard Chambers, thì cơ quan này đã nhận được "tương tác tích cực với các quan chức Việt Nam" và tin tưởng rằng vụ việc sẽ được tiếp tục.

### Saigon Restaurant & Bar
Khi được phỏng vấn, chủ nhà hàng Việt Nam Saigon Giang Do khẳng định bản thân không hề ép buộc nhân viên của mình uống rượu và cũng không chứng kiến bất kỳ hành vi không phù hợp nào đến từ các quan chức Việt Nam.